# DSA-123
La DSA-123 es una carretera perteneciente a la Red Secundaria de la Diputación Provincial de Salamanca que une la  SA-114  con la localidad de Coca de Alba.

## Origen y Destino
La carretera  DSA-123  tiene su origen en Coca de Alba en la intersección con la carretera  SA-114 , y termina en el casco urbano de Coca de Alba, formando parte de la Red de carreteras de Salamanca.